# كريس دونوفان (لاعب كرة قدم)
كريس دونوفان (بالإنجليزية: Christopher Donovan)‏ هو لاعب كرة قدم أمريكي في مركز الهجوم، ولد في 8 أغسطس 2000 في باولي ‏ في الولايات المتحدة. لعب مع فيلادلفيا يونيون.

## وصلات خارجية
- كريس دونوفان (لاعب كرة قدم) على موقع الدوري الأمريكي (الإنجليزية)
- كريس دونوفان (لاعب كرة قدم) على موقع قاعدة بيانات كرة القدم.إي يو (الإنجليزية)
- كريس دونوفان (لاعب كرة قدم) على موقع Soccerway.com (الإنجليزية)